# Ocko I. tom Brok
Ocko I. tom Brok (de Broke) (* um 1345; † 7. August 1391) war als Nachfolger seines Vaters Keno I. tom Brok Häuptling des Brokmer- und des Auricherlands in Ostfriesland.

## Leben
Nach der Überlieferung hielt er sich in den 1370er Jahren in Italien auf und wurde dort nach Ableistung von Kriegs- und Hofdiensten durch Königin Johanna I. von Neapel zum Ritter geschlagen. Dort soll er mit Juden in Kontakt getreten sein, damit diese sich in Ostfriesland niederließen, um die wirtschaftliche Entwicklung der Region voranzutreiben. Nach dem Tode seines Vaters im Jahre 1376 kehrte Ocko etwa 1378 in seine Heimat zurück. Nach schweren Kämpfen gegen Folkmar Allena einigte er erstmals nahezu das gesamte Ostfriesland unter einer Landesherrschaft. 1391 wurde er in der Nähe seiner Auricher Burg ermordet.
Ocko I. tom Brok war mit Foelke Kampana von Hinte (im Volksmund Quade Foelke genannt) verheiratet. Aus dieser Ehe stammen:
- Keno II. tom Brok (verheiratet mit Adda Idzinga von Norden),
- Tetta tom Brok (verheiratet mit Sibrand von Loquard),
- Ocka tom Brok (verheiratet mit Lütet Attena von Dornum und Nesse),
- Ailt tom Brok (jung gestorben).[1]

Ältester, aber illegitimer Sohn war Widzeld tom Brok († 25. April 1399), der seinem Vater nach dessen Ermordung in der Häuptlingsfunktion nachfolgte.